# Пижма бальзамическая
Пи́жма бальзами́ческая (лат. Tanacétum balsamíta) — вид многолетних травянистых растений рода Пижма семейства Астровые, или Сложноцветные (Asteraceae). Более трёх тысячелетий известное в культуре, популярное огородное, лекарственное и пряно-ароматическое растение. Наряду с пижмой обыкновенной является самым распространённым и популярным растением рода Пижма.

## Название
Происхождение ботанического названия рода — см. в статье Пижма.
Общеславянское слово «пи́жма», обозначающее как весь род в целом, так и многих его отдельных представителей, можно считать происходящим от чешского или польского «piżmo», что означает мускус (сильный запах органического происхождения) и в свою очередь восходит к искажённому латинскому слову bisámum. Большинство представителей рода Пижма обладают сильным и близким по оттенку эфирно-смолистым запахом, причём запах этот исходит ото всех наземных частей растения. Что же касается вида пижма бальзамическая, то произнесённое по-русски, это словосочетание включает в себя по существу одно и то же слово (масло масляное), произнесённое дважды, — в разной исторической форме.
Пижма бальзамическая — очень распространённое и популярное в течение тысячелетий культурное растение. В словаре почти каждого народа оно имеет своё особенное название или даже несколько. Наиболее употребительные местные названия пижмы бальзамической на территории бывшего СССР — канупер (слово со множеством вариантов произношения: кануфер, колуфер, калуфер и т. д.), а также сарацинская мята и бальзамическая рябинка. Несколько реже можно встретить другие народные названия — пахучая пижма, девятисильник благовонный, рябинник и шпанская ромашка.

## Ботаническое описание

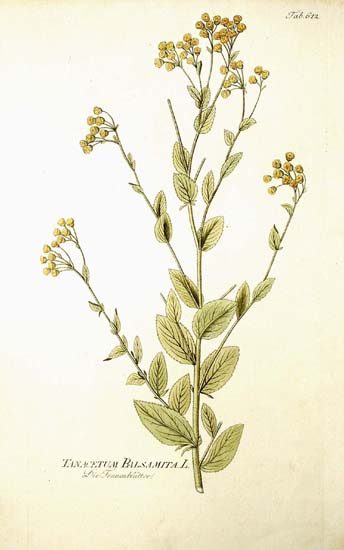

Пижма бальзамическая — многолетнее травянистое растение (или кустарничек) с более или менее разветвлённым ползучим деревянистым корневищем.
Стебли немногочисленные, прямостоячие, неотчётливо-ребристые, высотой от 30 до 120 см (в благоприятных условиях даже более), в нижней части сильно облиственные (с большой розеткой прикорневых листьев), в верхней части — разветвлённые.
Листья цельные, овальные или эллиптические, мелкозубчатые, серовато-зелёного или тускло-зелёного цвета, мелкоопушённые и немного бархатистые на ощупь. Нижние листья черешковые, верхние — сидячие, более мелкие. Листья дикорастущих растений обыкновенно менее ароматные, чем у садовой формы.
Соцветия — корзинки (из 10—60 цветков), мелкие, до 10 мм в диаметре, на относительно коротких черешках, собраны на вершине стебля в довольно плотное щитковидное соцветие (у природного вида бывает рыхлым, очень рыхлым или даже одиночным). Все цветки в корзинке трубчатые, желтоватого или бледно-жёлтого цвета, лепестков нет. У дикорастущей пижмы бальзамической встречаются одиночные соцветия с белыми язычковыми цветками (так называемыми «лепестками») до 5—10 мм длиной.
Плод — семянка до 2,5 мм длиной, с пятью—восемью продольными рёбрами и коронкой. У садовых форм семена завязываются крайне редко.
Пижма бальзамическая веками и тысячелетиями разводится в садах и огородах и нередко дичает в благоприятных климатических условиях. Чаще всего это происходит в южных и западных районах европейской части России, на Кавказе, в Средней Азии, Западной Европе и Передней Азии.
Канупер — возникшая в культуре разновидность растения, которое в диком состоянии иногда встречается на субальпийских лугах Кавказа и Малой Азии. Иногда её рассматривают в качестве самостоятельного вида — Танацетум (или ранее Пиретрум) большой (Tanacetum majus) — или подвида Tanacetum balsamita subsp. majus.

## Применение

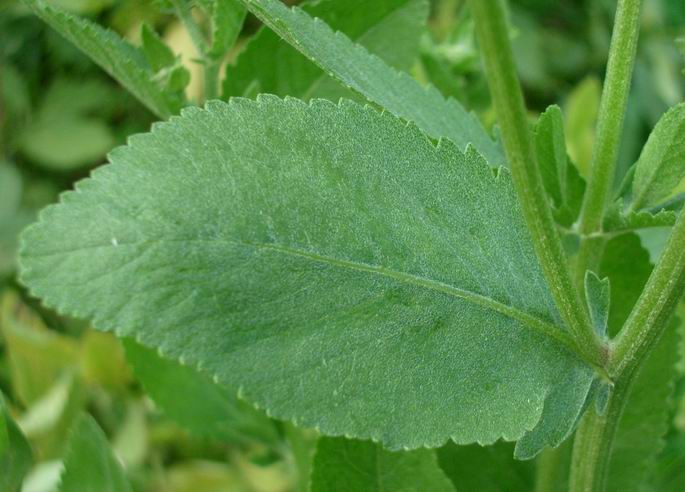
Лист пижмы бальзамической (культурная форма)

В листьях и соцветиях содержание эфирного масла достигает соответственно 0,8 и 2,1 %. Самое востребованное свойство пижмы бальзамической — это отчётливый и приятный запах её листьев. Не только листья, но и всё растение в целом обладает достаточно сильным и терпким запахом. При прикосновении к бархатистой поверхности листьев или, тем более, при их повреждении аромат многократно усиливается. На всей территории Европы канупер был очень популярен как пряное растение в течение двух тысяч лет, вплоть до начала XX века. В России известность пижмы бальзамической была более кратковременна, но в течение примерно двух веков её выращивали охотно и много.
В пищу употребляются надземные части: цветки, бутоны и молодые листья. Используется как приправа к сладким блюдам и кондитерским изделиям, добавляется в домашние квасы. В качестве пряности рекомендуется к рыбным продуктам. В Литве и Латвии входит в рецепты приготовления сыра и творожных изделий. Листья канупера используют и в свежем, и в сушёном виде для придания аромата различным блюдам и напиткам, в качестве добавки к салатам, наподобие того, как употребляют кинзу или пастернак. Также пижму бальзамическую добавляют в качестве одного из компонентов при засолке огурцов и грибов, а также при мочении яблок. В Германии канупер (вместе с другими травами) издавна добавляли (и добавляют до сих пор) в традиционные сорта пива для придания ему особенного пряного привкуса. Букеты из равных частей лаванды и канупера, как считается, отпугивают моль, но также при длительном хранении придают белью приятный свежий запах.
Издавна канупер ценился как лекарственное растение. В народной медицине надземная часть растения рекомендуется в небольших дозах как желудочное и болеутоляющее средство при спазмах. Порошок из высушенных цветков употребляется в качестве глистогонного (это общее свойство для многих видов пижмы). Также канупер входит в состав ароматных чаёв вместе с душицей, мятой и чабрецом. Сбор травы производится в период бутонизации.
Ещё один продукт с применением пижмы бальзамической — так называемое «бальзамное масло», представляющее собой оливковое масло, настоянное на листьях канупера. Бальзамическая пижма при выдерживании отдавала маслу свой аромат и часть антисептических свойств. Бальзамным маслом смазывали раны, ушибы и различные гематомы, на которые канупер имеет особенно эффективное действие. Коренное население Кавказа широко использует дикорастущую пижму бальзамическую в качестве традиционного лекарственного растения. Свежие листья или порошок из них прикладывают к ранам или делают повязки.

## Культурное растение и растение в культуре

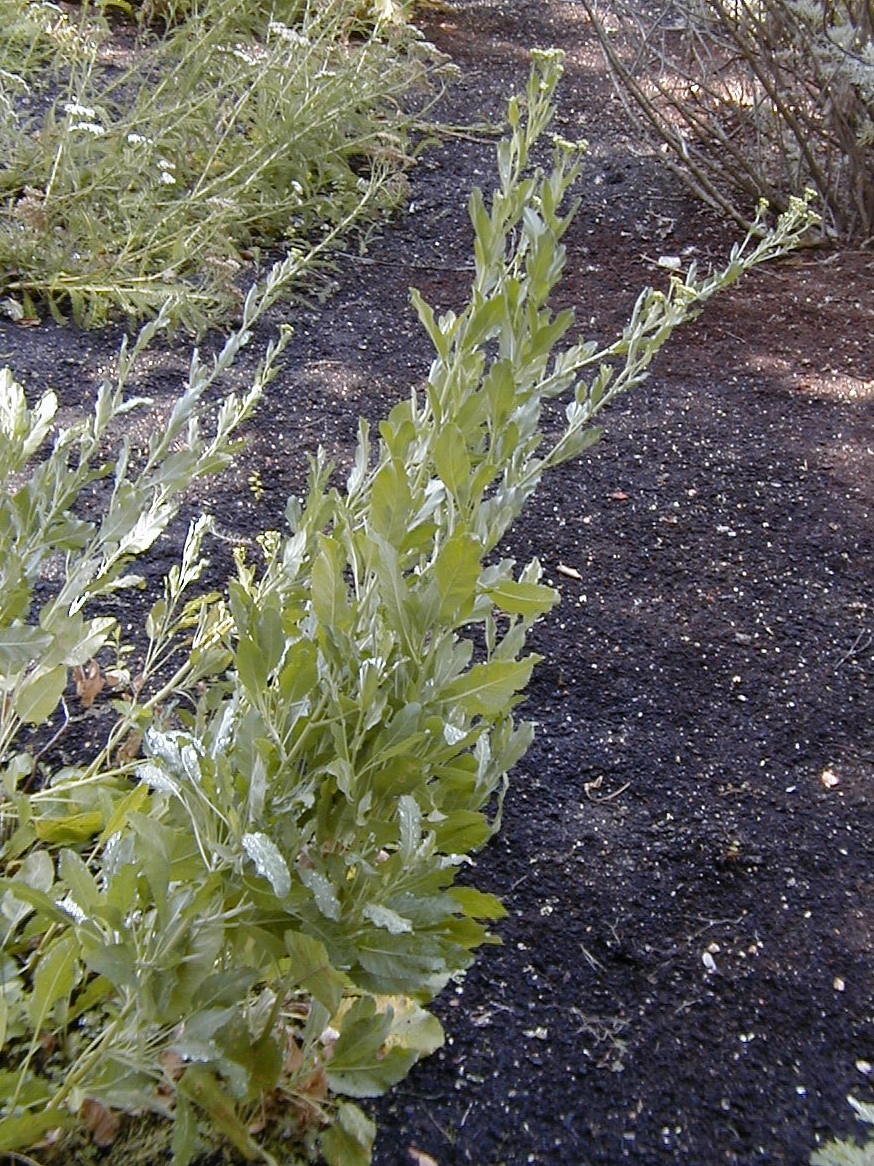
Пижма бальзамическая. Одичавшее растение

Пижма бальзамическая как садовое растение имеет богатую и длинную историю длиною в несколько тысяч лет. Это растение активно возделывалось ещё в Древней Греции и Римской империи. Постепенно из Средиземноморья оно распространилось и завоевало практически всю территорию Европы вплоть до Британских островов, а затем вместе с первыми переселенцами попало в Северную Америку. В Америке за канупером закрепилось название «библейский лист» — нижние листья с длинными черешками часто использовали как ароматную закладку для Библии. За долгие годы часто уже вся книга насквозь пахла бальзамической пижмой, а во время проповедей закладку было принято вынимать и нюхать.
Если в Средние века распространение канупера оказалось связано с католицизмом, то в дальнейшем некоторый упадок в выращивании этого растения совпадает с постепенным уменьшением влияния церкви на светское государство. В «Городском капитулярии» Карла Великого (изданного в 800 году), среди 72 видов растений, указанных в качестве обязательных для выращивания в монастырских садах, пижма бальзамическая занимала место во втором десятке. Это немало способствовало её массовому и широкому распространению. В средние века пижма бальзамическая стала чуть ли не официальным монастырским и садовым растением для добропорядочных бюргеров. Канупер практически повсеместно выращивали в садах, широко применяя в качестве приправы и для домашнего лечения. Среди народных названий растения на разных европейских языках до сих пор можно встретить имя Девы Марии (самой почитаемой святой в католической религии). В южно-европейских странах канупер называли «травой Девы Марии», «мятой Богоматери» или «травой святой Мадонны». В «Ботаническом словаре» 1878 года Николай Анненков указывает, что Карл Линней считал канупер противоядием опиуму.
На Руси пижму бальзамическую начали выращивать гораздо позднее и в меньших количествах. В южных губерниях с самых ранних времён разводили кавказскую форму дикого канупера с белыми язычковыми цветками (гораздо больше, чем европейское растение, напоминающими ромашку). Во времена Алексея Михайловича пиретрум бальзамический стали выращивать в боярских хозяйствах и для царского стола. Это растение знал и любил также Пётр I, оно находилось в списке растений, необходимых для учреждения и петербургского, и московского Аптекарского огорода (будущего Ботанического сада), а оттуда, в свою очередь, пересаживалось и в Летний сад, и в нижний парк Петергофа.

### Культивирование

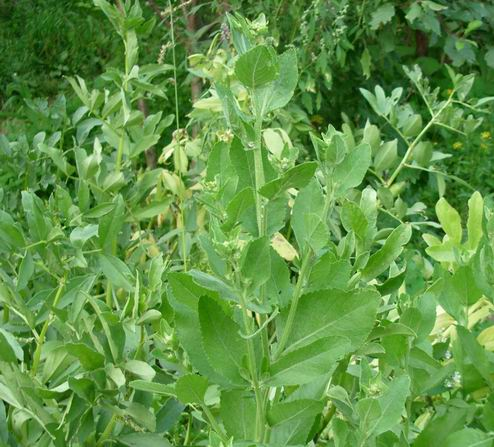
Общий вид культурного растения

Пижма бальзамическая — растение лёгкое для культивирования. Она крайне нетребовательна к качеству почв, её можно успешно выращивать на землях низкого и среднего плодородия, желательно — дренированных, на которых не застаивается влага. Так же, как и для всех эфирно-масличных культур, предпочтителен открытый солнечный участок. Только таким образом растение может набрать максимум и зелёной массы, и аромата. Канупер очень отзывчив на полив и внесение любых удобрений в период активной вегетации.
Размножается канупер, как правило, вегетативно (черенкованием надземных стеблей и делением корневищ). При вегетативном размножении посадку производят в августе или конце апреля — начале мая. Для деления можно использовать растения 2—3-летнего возраста. Корневища выкапывают, делят и высаживают на глубину 8—10 см. Весной первая поросль появляется очень рано, в конце марта — начале апреля. Зацветает в конце июня — начале июля. Цветёт 25—30 дней или более, в зависимости от местоположения и состояния растения.
Растения, более близкие к дикорастущему виду, могут размножаться также и семенами. Семена созревают в августе, их высевают без стратификации весной (конец апреля) или осенью (начало октября). При весеннем посеве появления сеянцев можно ожидать спустя 15—20 дней. При посеве в октябре первые всходы показываются в середине мая. Растение зимостойкое. Молодые растения, как правило, зацветают на второй год жизни, примерно к началу августа. Кусты пижмы бальзамической не нуждаются в пересадке и могут очень долго расти на одном месте. Если стоит задача использовать растение в пищу или для сбора лекарственного сырья, следует выбирать чистое место для посадки. Мелкоопушённые листья канупера (так же как, например, и шалфея) легко улавливают пыль и слишком трудно очищаются.
Канупер можно выращивать как неприхотливое растение не только в южных областях, но и в средней полосе и даже на северо-западе России. Требуется в разгар вегетативного сезона проверять состояние куста и освобождать его от сорняков, задерняющих почву. В особо холодные зимы достаточно небольшого укрытия или снегозадержания.
Раньше канупер почти повсеместно выращивали на огородах и приусадебных хозяйствах в средней и южной полосе России, на Украине и по всей Европе.